# 2023-as U20-as labdarúgó-világbajnokság
A 2023-as U20-as labdarúgó-világbajnokság a 23. ilyen jellegű torna volt. A tornát 24 válogatott részvételével május 20. és június 11. között rendezték Argentínában. A világbajnokságon 2003. január 1. után született labdarúgók vehettek részt. A vb-t Uruguay nyerte, története során először.
A torna házigazdája Indonézia lett volna. A torna időpontja eredetileg 2021 volt, de a koronavírus-járvány miatt a FIFA 2020 decemberében 2023-ra halasztotta.
2023 márciusában Jakartában tüntetők követelték, hogy az eseményre kijutott Izraelt ne engedjék indulni a muszlim országban megrendezendő tornán. Ezt követően Bali kormányzója közölte, hogy nem járul hozzá az izraeliek szerepléséhez. Március 26-án az Indonéz labdarúgó-szövetség bejelentette, hogy a kialakult helyzet miatt elhalasztja a torna március 31-i sorsolását. 2023. március 29-én a FIFA elvette a a rendezés jogát Indonéziától. A FIFA április 17-én jelentette be, hogy az új rendező Argentína lesz.

## Résztvevők
A házigazda mellett a következő 23 válogatott vett részt:
| Szövetség                                         | Selejtezőtorna                                  | Csapatok              |
| ------------------------------------------------- | ----------------------------------------------- | --------------------- |
| AFC (Ázsia)                                       | 2023-as U20-as Ázsia-kupa                       | Irak                  |
| AFC (Ázsia)                                       | 2023-as U20-as Ázsia-kupa                       | Üzbegisztán           |
| AFC (Ázsia)                                       | 2023-as U20-as Ázsia-kupa                       | Dél-Korea             |
| AFC (Ázsia)                                       | 2023-as U20-as Ázsia-kupa                       | Japán                 |
| CAF (Afrika)                                      | 2023-as U20-as Afrika-kupa                      | Gambia                |
| CAF (Afrika)                                      | 2023-as U20-as Afrika-kupa                      | Nigéria               |
| CAF (Afrika)                                      | 2023-as U20-as Afrika-kupa                      | Szenegál              |
| CAF (Afrika)                                      | 2023-as U20-as Afrika-kupa                      | Tunézia               |
| CONCACAF (Észak- és Közép-amerikai, Karib-térség) | 2022-es U20-as CONCACAF-aranykupa               | Egyesült Államok      |
| CONCACAF (Észak- és Közép-amerikai, Karib-térség) | 2022-es U20-as CONCACAF-aranykupa               | Guatemala             |
| CONCACAF (Észak- és Közép-amerikai, Karib-térség) | 2022-es U20-as CONCACAF-aranykupa               | Honduras              |
| CONCACAF (Észak- és Közép-amerikai, Karib-térség) | 2022-es U20-as CONCACAF-aranykupa               | Dominikai Köztársaság |
| CONMEBOL (Dél-Amerika)                            | 2023-as U20-as dél-amerikai labdarúgó-bajnokság | Brazília              |
| CONMEBOL (Dél-Amerika)                            | 2023-as U20-as dél-amerikai labdarúgó-bajnokság | Uruguay               |
| CONMEBOL (Dél-Amerika)                            | 2023-as U20-as dél-amerikai labdarúgó-bajnokság | Kolumbia              |
| CONMEBOL (Dél-Amerika)                            | 2023-as U20-as dél-amerikai labdarúgó-bajnokság | Ecuador               |
| OFC (Óceánia)                                     | 2022-es U19-es óceániai bajnokság               | Fidzsi-szigetek       |
| OFC (Óceánia)                                     | 2022-es U19-es óceániai bajnokság               | Új-Zéland             |
| UEFA (Európa)                                     | 2022-es U19-es labdarúgó-Európa-bajnokság       | Olaszország           |
| UEFA (Európa)                                     | 2022-es U19-es labdarúgó-Európa-bajnokság       | Franciaország         |
| UEFA (Európa)                                     | 2022-es U19-es labdarúgó-Európa-bajnokság       | Szlovákia             |
| UEFA (Európa)                                     | 2022-es U19-es labdarúgó-Európa-bajnokság       | Izrael                |
| UEFA (Európa)                                     | 2022-es U19-es labdarúgó-Európa-bajnokság       | Anglia                |
| Rendező ország                                    | Rendező ország                                  | Argentína             |

## Csoportkör
A csoportkörben minden csapat a másik három csapattal egy-egy mérkőzést játszott, így összesen 6 mérkőzésre került sor mind a hat csoportban. A csoportokból az első két helyezett és a négy legjobb harmadik helyezett jutott tovább. Minden csoportban az utolsó két mérkőzést azonos időpontban játszották. A csoportkör után egyenes kieséses rendszerben folytatódott a vb.
Sorrend meghatározása
1. több szerzett pont az összes mérkőzésen (egy győzelem 3 pont, egy döntetlen 1 pont, egy vereség 0 pont),
2. jobb gólkülönbség az összes mérkőzésen,
3. több szerzett gól az összes mérkőzésen,

Ha az 1–3. pontok alapján a sorrend nem dönthető el, akkor a következő pontokat kellett alkalmazni;
1. több szerzett pont az azonosan álló csapatok között lejátszott mérkőzéseken,
2. jobb gólkülönbség az azonosan álló csapatok között lejátszott mérkőzéseken,
3. több szerzett gól az azonosan álló csapatok között lejátszott mérkőzéseken,
4. fair play pontszám az összes mérkőzésen

1. sorsolás

### A csoport
| Hely. | Csapat        | M | Gy | D | V | G+ | G– | Gk | P | Továbbjutás              |
| ----- | ------------- | - | -- | - | - | -- | -- | -- | - | ------------------------ |
| 1.    | Argentína (R) | 3 | 3  | 0 | 0 | 10 | 1  | +9 | 9 | Egyenes kieséses szakasz |
| 2.    | Üzbegisztán   | 3 | 1  | 1 | 1 | 5  | 4  | +1 | 4 | Egyenes kieséses szakasz |
| 3.    | Új-Zéland     | 3 | 1  | 1 | 1 | 3  | 7  | −4 | 4 | Egyenes kieséses szakasz |
| 4.    | Guatemala     | 3 | 0  | 0 | 3 | 0  | 6  | −6 | 0 |                          |

| 2023. május 20. 15:00 (20:00) |

| Guatemala | 0–1               | Új-Zéland   |
| --------- | ----------------- | ----------- |
|           | (0–0) Jegyzőkönyv | Garbett 80' |

| Estadio Único Madre de Ciudades, Santiago del Estero Nézőszám: 15 100 Játékvezető: Abongile Tom (dél-afrikai) |

| 2023. május 20. 18:00 (23:00) |

| Argentína             | 2–1               | Üzbegisztán       |
| --------------------- | ----------------- | ----------------- |
| Véliz 27' Carboni 41' | (2–1) Jegyzőkönyv | Makhamadjonov 23' |

| Estadio Único Madre de Ciudades, Santiago del Estero Nézőszám: 37 233 Játékvezető: François Letexier (francia) |

| 2023. május 23. 15:00 (20:00) |

| Üzbegisztán                 | 2–2               | Új-Zéland               |
| --------------------------- | ----------------- | ----------------------- |
| Fayzullaev 51' Esanov 90+3' | (0–2) Jegyzőkönyv | Herdman 23' Wallace 41' |

| Estadio Único Madre de Ciudades, Santiago del Estero Nézőszám: 12 243 Játékvezető: Oshane Nation (jamaicai) |

| 2023. május 23. 18:00 (23:00) |

| Argentína                          | 3–0               | Guatemala |
| ---------------------------------- | ----------------- | --------- |
| Véliz 17' Romero 65' Perrone 90+8' | (1–0) Jegyzőkönyv |           |

| Estadio Único Madre de Ciudades, Santiago del Estero Nézőszám: 37 033 Játékvezető: Halil Umut Meler (török) |

| 2023. május 26. 18:00 (23:00) |

| Üzbegisztán       | 2–0               | Guatemala |
| ----------------- | ----------------- | --------- |
| Nematjonov 9' 20' | (2–0) Jegyzőkönyv |           |

| Estadio Único Madre de Ciudades, Santiago del Estero Nézőszám: 15 357 Játékvezető: Mohamed Marouf (egyiptomi) |

| 2023. május 26. 18:00 (23:00) |

| Új-Zéland | 0–5               | Argentína                                                                  |
| --------- | ----------------- | -------------------------------------------------------------------------- |
|           | (0–3) Jegyzőkönyv | Maestro Puch 14' Infantino 17' Romero 35' Aguirre 50' (11-esből) Véliz 87' |

| Estadio San Juan del Bicentenario, San Juan Nézőszám: 27 836 Játékvezető: Salman Falahi (katari) |

### B csoport
| Hely. | Csapat           | M | Gy | D | V | G+ | G– | Gk  | P | Továbbjutás              |
| ----- | ---------------- | - | -- | - | - | -- | -- | --- | - | ------------------------ |
| 1.    | Egyesült Államok | 3 | 3  | 0 | 0 | 6  | 0  | +6  | 9 | Egyenes kieséses szakasz |
| 2.    | Ecuador          | 3 | 2  | 0 | 1 | 11 | 2  | +9  | 6 | Egyenes kieséses szakasz |
| 3.    | Szlovákia        | 3 | 1  | 0 | 2 | 5  | 4  | +1  | 3 | Egyenes kieséses szakasz |
| 4.    | Fidzsi-szigetek  | 3 | 0  | 0 | 3 | 0  | 16 | −16 | 0 |                          |

| 2023. május 20. 15:00 (20:00) |

| Egyesült Államok | 1–0               | Ecuador |
| ---------------- | ----------------- | ------- |
| Gómez 90+3'      | (0–0) Jegyzőkönyv |         |

| Estadio San Juan del Bicentenario, San Juan Nézőszám: 14 865 Játékvezető: Salman Falahi (katari) |

| 2023. május 20. 18:00 (23:00) |

| Fidzsi-szigetek | 0–4               | Szlovákia                                  |
| --------------- | ----------------- | ------------------------------------------ |
|                 | (0–2) Jegyzőkönyv | Gaži 17' Szolgai 25' Gajdoš 70' Jambor 79' |

| Estadio San Juan del Bicentenario, San Juan Nézőszám: 9359 Játékvezető: Issa Sy (szenegáli) |

| 2023. május 23. 15:00 (20:00) |

| Egyesült Államok                | 3–0               | Fidzsi-szigetek |
| ------------------------------- | ----------------- | --------------- |
| Luna 66' Cowell 88' Wiley 90+9' | (0–0) Jegyzőkönyv |                 |

| Estadio San Juan del Bicentenario, San Juan Nézőszám: 8017 Játékvezető: Mohamed Marouf (egyiptomi) |

| 2023. május 23. 18:00 (23:00) |

| Ecuador                 | 2–1               | Szlovákia   |
| ----------------------- | ----------------- | ----------- |
| Cuero 45+1' Klinger 59' | (1–1) Jegyzőkönyv | Szolgai 29' |

| Estadio San Juan del Bicentenario, San Juan Nézőszám: 13 919 Játékvezető: Mohammed Al Hoish (szaúd-arábiai) |

| 2023. május 26. 15:00 (20:00) |

| Ecuador                                                                                       | 9–0               | Fidzsi-szigetek |
| --------------------------------------------------------------------------------------------- | ----------------- | --------------- |
| Páez 7' Klinger 34' Cuero 36' 45+6' Minda 66' 85' Chamba 89' Zambrano 90+6' (11-esből) 90+10' | (4–0) Jegyzőkönyv |                 |

| Estadio Único Madre de Ciudades, Santiago del Estero Nézőszám: 9958 Játékvezető: Yusuke Araki (japán) |

| 2023. május 26. 15:00 (20:00) |

| Szlovákia | 0–2               | Egyesült Államok          |
| --------- | ----------------- | ------------------------- |
|           | (0–1) Jegyzőkönyv | Cowell 38' Tsakiris 90+6' |

| Estadio San Juan del Bicentenario, San Juan Nézőszám: 15 059 Játékvezető: Ramon Abatti (brazil) |

### C csoport
| Hely. | Csapat   | M | Gy | D | V | G+ | G– | Gk | P | Továbbjutás              |
| ----- | -------- | - | -- | - | - | -- | -- | -- | - | ------------------------ |
| 1.    | Kolumbia | 3 | 2  | 1 | 0 | 5  | 3  | +2 | 7 | Egyenes kieséses szakasz |
| 2.    | Izrael   | 3 | 1  | 1 | 1 | 4  | 4  | 0  | 4 | Egyenes kieséses szakasz |
| 3.    | Japán    | 3 | 1  | 0 | 2 | 3  | 4  | −1 | 3 |                          |
| 4.    | Szenegál | 3 | 0  | 2 | 1 | 2  | 3  | −1 | 2 |                          |

| 2023. május 21. 15:00 (20:00) |

| Izrael                  | 1–2               | Kolumbia                         |
| ----------------------- | ----------------- | -------------------------------- |
| Turgeman 57' (11-esből) | (0–0) Jegyzőkönyv | Cortés 74' (11-esből) Puerta 90' |

| Estadio Único Diego Armando Maradona, La Plata Nézőszám: 7613 Játékvezető: Juan Gabriel Calderón (Costa Rica-i) |

| 2023. május 21. 18:00 (23:00) |

| Szenegál | 0–1               | Japán       |
| -------- | ----------------- | ----------- |
|          | (0–1) Jegyzőkönyv | Matsuki 15' |

| Estadio Único Diego Armando Maradona, La Plata Nézőszám: 8625 Játékvezető: Serdar Gözübüyük (holland) |

| 2023. május 24. 15:00 (20:00) |

| Szenegál    | 1–1               | Izrael                 |
| ----------- | ----------------- | ---------------------- |
| P. Diop 80' | (0–0) Jegyzőkönyv | B. N'Diaye 58' (öngól) |

| Estadio Único Diego Armando Maradona, La Plata Nézőszám: 2078 Játékvezető: Yael Falcón Pérez (argentin) |

| 2023. május 24. 18:00 (23:00) |

| Japán      | 1–2               | Kolumbia               |
| ---------- | ----------------- | ---------------------- |
| Yamane 30' | (1–0) Jegyzőkönyv | Asprilla 53' Ángel 59' |

| Estadio Único Diego Armando Maradona, La Plata Nézőszám: 3768 Játékvezető: José María Sánchez Martínez (spanyol) |

| 2023. május 27. 18:00 (23:00) |

| Kolumbia     | 1–1               | Szenegál   |
| ------------ | ----------------- | ---------- |
| Cortés 90+5' | (0–1) Jegyzőkönyv | Camara 30' |

| Estadio Único Diego Armando Maradona, La Plata Nézőszám: 15 825 Játékvezető: Halil Umut Meler (török) |

| 2023. május 27. 18:00 (23:00) |

| Japán          | 1–2               | Izrael                |
| -------------- | ----------------- | --------------------- |
| Sakamoto 45+1' | (1–0) Jegyzőkönyv | Navi 76' Senior 90+2' |

| Estadio Malvinas Argentinas, Mendoza Nézőszám: 7581 Játékvezető: Piero Maza (chilei) |

### D csoport
| Hely. | Csapat                | M | Gy | D | V | G+ | G– | Gk  | P | Továbbjutás              |
| ----- | --------------------- | - | -- | - | - | -- | -- | --- | - | ------------------------ |
| 1.    | Brazília              | 3 | 2  | 0 | 1 | 10 | 3  | +7  | 6 | Egyenes kieséses szakasz |
| 2.    | Olaszország           | 3 | 2  | 0 | 1 | 6  | 4  | +2  | 6 | Egyenes kieséses szakasz |
| 3.    | Nigéria               | 3 | 2  | 0 | 1 | 4  | 3  | +1  | 6 | Egyenes kieséses szakasz |
| 4.    | Dominikai Köztársaság | 3 | 0  | 0 | 3 | 1  | 11 | −10 | 0 |                          |

| 2023. május 21. 15:00 (20:00) |

| Nigéria                            | 2–1               | Dominikai Köztársaság |
| ---------------------------------- | ----------------- | --------------------- |
| de Peña 31' (öngól) Sam. Lawal 70' | (1–1) Jegyzőkönyv | Azcona 23' (11-esből) |

| Estadio Malvinas Argentinas, Mendoza Nézőszám: 21 647 Játékvezető: Yusuke Araki (japán) |

| 2023. május 21. 18:00 (23:00) |

| Olaszország                          | 3–2               | Brazília                |
| ------------------------------------ | ----------------- | ----------------------- |
| Prati 11' Casadei 28' 35' (11-esből) | (3–0) Jegyzőkönyv | Marcos Leonardo 72' 87' |

| Estadio Malvinas Argentinas, Mendoza Nézőszám: 35 531 Játékvezető: Marco Ortiz (mexikói) |

| 2023. május 24. 15:00 (20:00) |

| Olaszország | 0–2               | Nigéria                     |
| ----------- | ----------------- | --------------------------- |
|             | (0–0) Jegyzőkönyv | Sal. Lawal 61' Sunday 90+5' |

| Estadio Malvinas Argentinas, Mendoza Nézőszám: 5701 Játékvezető: Piero Maza (chilei) |

| 2023. május 24. 18:00 (23:00) |

| Brazília                                                                                       | 6–0               | Dominikai Köztársaság |
| ---------------------------------------------------------------------------------------------- | ----------------- | --------------------- |
| Sávio 37' Marcos Leonardo 38' Pedroso 57' Giovane 82' Marlon Gomes 90+2' Matheus Martins 90+3' | (2–0) Jegyzőkönyv |                       |

| Estadio Malvinas Argentinas, Mendoza Nézőszám: 7253 Játékvezető: François Letexier (francia) |

| 2023. május 27. 15:00 (20:00) |

| Brazília                     | 2–0               | Nigéria |
| ---------------------------- | ----------------- | ------- |
| Pedroso 43' Marquinhos 45+2' | (2–0) Jegyzőkönyv |         |

| Estadio Único Diego Armando Maradona, La Plata Nézőszám: 29 134 Játékvezető: Serdar Gözübüyük (holland) |

| 2023. május 27. 15:00 (20:00) |

| Dominikai Köztársaság | 0–3               | Olaszország                   |
| --------------------- | ----------------- | ----------------------------- |
|                       | (0–1) Jegyzőkönyv | Casadei 19' 84' Ambrosino 50' |

| Estadio Malvinas Argentinas, Mendoza Nézőszám: 6709 Játékvezető: Mohamed Al Hoish (szaúd-arábiai) |

### E csoport
| Hely. | Csapat  | M | Gy | D | V | G+ | G– | Gk | P | Továbbjutás              |
| ----- | ------- | - | -- | - | - | -- | -- | -- | - | ------------------------ |
| 1.    | Anglia  | 3 | 2  | 1 | 0 | 4  | 2  | +2 | 7 | Egyenes kieséses szakasz |
| 2.    | Uruguay | 3 | 2  | 0 | 1 | 7  | 3  | +4 | 6 | Egyenes kieséses szakasz |
| 3.    | Tunézia | 3 | 1  | 0 | 2 | 3  | 2  | +1 | 3 | Egyenes kieséses szakasz |
| 4.    | Irak    | 3 | 0  | 1 | 2 | 0  | 7  | −7 | 1 |                          |

| 2023. május 22. 15:00 (20:00) |

| Anglia       | 1–0               | Tunézia |
| ------------ | ----------------- | ------- |
| Scarlett 25' | (1–0) Jegyzőkönyv |         |

| Estadio Único Diego Armando Maradona, La Plata Nézőszám: 2765 Játékvezető: Ramon Abatti (brazil) |

| 2023. május 22. 18:00 (23:00) |

| Uruguay                                                  | 4–0               | Irak |
| -------------------------------------------------------- | ----------------- | ---- |
| Abaldo 38' Ferrari 48' Hassan 62' (öngól) Matturro 90+2' | (1–0) Jegyzőkönyv |      |

| Estadio Único Diego Armando Maradona, La Plata Nézőszám: 5176 Játékvezető: Glenn Nyberg (svéd) |

| 2023. május 25. 15:00 (20:00) |

| Uruguay                   | 2–3               | Anglia                                 |
| ------------------------- | ----------------- | -------------------------------------- |
| González 49' Abaldo 90+9' | (0–2) Jegyzőkönyv | Humphreys 22' Devine 45+4' Gyabi 90+5' |

| Estadio Único Diego Armando Maradona, La Plata Nézőszám: 27 231 Játékvezető: Marco Ortíz (mexikói) |

| 2023. május 25. 18:00 (23:00) |

| Irak | 0–3               | Tunézia                                         |
| ---- | ----------------- | ----------------------------------------------- |
|      | (0–0) Jegyzőkönyv | Snana 55' El Djebali 57' Ghorbel 86' (11-esből) |

| Estadio Único Diego Armando Maradona, La Plata Játékvezető: Jhon Ospina (kolumbiai) |

| 2023. május 28. 15:00 (20:00) |

| Irak | 0–0         | Anglia |
| ---- | ----------- | ------ |
|      | Jegyzőkönyv |        |

| Estadio Único Diego Armando Maradona, La Plata Nézőszám: 12 122 Játékvezető: Campbell-Kirk Kawana-Waugh (új-zélandi) |

| 2023. május 28. 15:00 (20:00) |

| Tunézia | 0–1               | Uruguay                   |
| ------- | ----------------- | ------------------------- |
|         | (0–0) Jegyzőkönyv | González 90+3' (11-esből) |

| Estadio Malvinas Argentinas, Mendoza Nézőszám: 6497 Játékvezető: José María Sánchez Martínez (spanyol) |

### F csoport
| Hely. | Csapat        | M | Gy | D | V | G+ | G– | Gk | P | Továbbjutás              |
| ----- | ------------- | - | -- | - | - | -- | -- | -- | - | ------------------------ |
| 1.    | Gambia        | 3 | 2  | 1 | 0 | 4  | 2  | +2 | 7 | Egyenes kieséses szakasz |
| 2.    | Dél-Korea     | 3 | 1  | 2 | 0 | 4  | 3  | +1 | 5 | Egyenes kieséses szakasz |
| 3.    | Franciaország | 3 | 1  | 0 | 2 | 5  | 5  | 0  | 3 |                          |
| 4.    | Honduras      | 3 | 0  | 1 | 2 | 4  | 7  | −3 | 1 |                          |

| 2023. május 22. 15:00 (20:00) |

| Franciaország            | 1–2               | Dél-Korea                           |
| ------------------------ | ----------------- | ----------------------------------- |
| Virginius 70' (11-esből) | (0–1) Jegyzőkönyv | Lee Seung-won 22' Lee Young-jun 64' |

| Estadio Malvinas Argentinas, Mendoza Nézőszám: 2671 Játékvezető: Jhon Ospina (kolumbiai) |

| 2023. május 22. 18:00 (23:00) |

| Gambia        | 2–1               | Honduras    |
| ------------- | ----------------- | ----------- |
| Bojang 1' 84' | (1–1) Jegyzőkönyv | Aceituno 5' |

| Estadio Malvinas Argentinas, Mendoza Nézőszám: 3147 Játékvezető: Campbell-Kirk Kawana-Waugh (új-zélandi) |

| 2023. május 25. 15:00 (20:00) |

| Franciaország | 1–2               | Gambia                          |
| ------------- | ----------------- | ------------------------------- |
| Odobert 61'   | (0–1) Jegyzőkönyv | Zoukrou 13' (öngól) Sanyang 68' |

| Estadio Malvinas Argentinas, Mendoza Nézőszám: 5314 Játékvezető: Juan Gabriel Calderón (Costa Rica-i) |

| 2023. május 25. 18:00 (23:00) |

| Dél-Korea                          | 2–2               | Honduras                         |
| ---------------------------------- | ----------------- | -------------------------------- |
| Kim Yong-hak 58' Park Seung-ho 62' | (0–1) Jegyzőkönyv | Ruiz 22' (11-esből) Castillo 51' |

| Estadio Malvinas Argentinas, Mendoza Nézőszám: 6851 Játékvezető: Abongile Tom (dél-afrikai) |

| 2023. május 28. 18:00 (23:00) |

| Honduras  | 1–3               | Franciaország                  |
| --------- | ----------------- | ------------------------------ |
| Ramos 15' | (1–1) Jegyzőkönyv | Virginius 41' 60' Nzouango 77' |

| Estadio Único Diego Armando Maradona, La Plata Nézőszám: 8904 Játékvezető: Issa Sy (szenegáli) |

| 2023. május 28. 18:00 (23:00) |

| Dél-Korea | 0–0         | Gambia |
| --------- | ----------- | ------ |
|           | Jegyzőkönyv |        |

| Estadio Malvinas Argentinas, Mendoza Nézőszám: 7463 Játékvezető: Oshane Nation (jamaicai) |

### Harmadik helyezett csapatok sorrendje
| Hely. | Cs | Csapat        | M | Gy | D | V | G+ | G– | Gk | P | Továbbjutás              |
| ----- | -- | ------------- | - | -- | - | - | -- | -- | -- | - | ------------------------ |
| 1.    | D  | Nigéria       | 3 | 2  | 0 | 1 | 4  | 3  | +1 | 6 | Egyenes kieséses szakasz |
| 2.    | A  | Új-Zéland     | 3 | 1  | 1 | 1 | 3  | 7  | −4 | 4 | Egyenes kieséses szakasz |
| 3.    | B  | Szlovákia     | 3 | 1  | 0 | 2 | 5  | 4  | +1 | 3 | Egyenes kieséses szakasz |
| 4.    | E  | Tunézia       | 3 | 1  | 0 | 2 | 3  | 2  | +1 | 3 | Egyenes kieséses szakasz |
| 5.    | F  | Franciaország | 3 | 1  | 0 | 2 | 5  | 5  | 0  | 3 |                          |
| 6.    | C  | Japán         | 3 | 1  | 0 | 2 | 3  | 4  | −1 | 3 |                          |

## Egyenes kieséses szakasz

### Formátum
Az egyenes kieséses szakaszban 16 csapat vett részt: a csoportkör csoportjainak első két helyezettje, valamint a négy legjobb harmadik helyezett. Az A, B, C és D csoport győztese egy harmadik helyezettel játszott, a lentebbi táblázat a lehetséges párosításokat mutatja, attól függően, hogy mely csoportok harmadik helyezettjei jutottak tovább.
Az egyes találkozók győztes csapatai jutottak tovább a következő körbe. Ha a rendes játékidő végén döntetlen volt az eredmény, akkor 2×15 perces hosszabbítás következik. Ha a hosszabbítás után is egyenlő volt az állás, akkor büntetőpárbajra került sor.
| Továbbjutott harmadik helyezettek | Továbbjutott harmadik helyezettek | Továbbjutott harmadik helyezettek | Továbbjutott harmadik helyezettek | Továbbjutott harmadik helyezettek | Továbbjutott harmadik helyezettek | A1 vs | B1 vs | C1 vs | D1 vs |
| --------------------------------- | --------------------------------- | --------------------------------- | --------------------------------- | --------------------------------- | --------------------------------- | ----- | ----- | ----- | ----- |
| A                                 | B                                 | C                                 | D                                 |                                   |                                   | C3    | D3    | A3    | B3    |
| A                                 | B                                 | C                                 |                                   | E                                 |                                   | C3    | A3    | B3    | E3    |
| A                                 | B                                 | C                                 |                                   |                                   | F                                 | C3    | A3    | B3    | F3    |
| A                                 | B                                 |                                   | D                                 | E                                 |                                   | D3    | A3    | B3    | E3    |
| A                                 | B                                 |                                   | D                                 |                                   | F                                 | D3    | A3    | B3    | F3    |
| A                                 | B                                 |                                   |                                   | E                                 | F                                 | E3    | A3    | B3    | F3    |
| A                                 |                                   | C                                 | D                                 | E                                 |                                   | C3    | D3    | A3    | E3    |
| A                                 |                                   | C                                 | D                                 |                                   | F                                 | C3    | D3    | A3    | F3    |
| A                                 |                                   | C                                 |                                   | E                                 | F                                 | C3    | A3    | F3    | E3    |
| A                                 |                                   |                                   | D                                 | E                                 | F                                 | D3    | A3    | F3    | E3    |
|                                   | B                                 | C                                 | D                                 | E                                 |                                   | C3    | D3    | B3    | E3    |
|                                   | B                                 | C                                 | D                                 |                                   | F                                 | C3    | D3    | B3    | F3    |
|                                   | B                                 | C                                 |                                   | E                                 | F                                 | E3    | C3    | B3    | F3    |
|                                   | B                                 |                                   | D                                 | E                                 | F                                 | E3    | D3    | B3    | F3    |
|                                   |                                   | C                                 | D                                 | E                                 | F                                 | C3    | D3    | F3    | E3    |

### Ágrajz
|  |                                 |                  |                      |                                 |                                 |                                 |                                 |               |               |               |                       |                       |                       |  |  |       |       |       |
|  | Nyolcaddöntők                   | Nyolcaddöntők    | Nyolcaddöntők        |                                 |                                 | Negyeddöntők                    | Negyeddöntők                    | Negyeddöntők  |               |               | Elődöntők             | Elődöntők             | Elődöntők             |  |  | Döntő | Döntő | Döntő |
|  | Nyolcaddöntők                   | Nyolcaddöntők    | Nyolcaddöntők        |                                 |                                 | Negyeddöntők                    | Negyeddöntők                    | Negyeddöntők  |               |               | Elődöntők             | Elődöntők             | Elődöntők             |  |  | Döntő | Döntő | Döntő |
|  | május 30. – Mendoza             |                  |                      |                                 |                                 |                                 |                                 |               |               |               |                       |                       |                       |  |  |       |       |       |
|  |                                 |                  |                      |                                 |                                 |                                 |                                 |               |               |               |                       |                       |                       |  |  |       |       |       |
|  | B1                              | Egyesült Államok | 4                    |                                 |                                 |                                 |                                 |               |               |               |                       |                       |                       |  |  |       |       |       |
|  | B1                              | Egyesült Államok | 4                    | június 4. – Santiago del Estero |                                 |                                 |                                 |               |               |               |                       |                       |                       |  |  |       |       |       |
|  | ACD3                            | Új-Zéland        | 0                    |                                 |                                 |                                 |                                 |               |               |               |                       |                       |                       |  |  |       |       |       |
|  | ACD3                            | Új-Zéland        | 0                    |                                 |                                 | Egyesült Államok                | Egyesült Államok                | 0             |               |               |                       |                       |                       |  |  |       |       |       |
|  | június 1. – Santiago del Estero |                  |                      |                                 |                                 | Egyesült Államok                | Egyesült Államok                | 0             |               |               |                       |                       |                       |  |  |       |       |       |
|  |                                 |                  | Uruguay              | Uruguay                         | 2                               |                                 |                                 |               |               |               |                       |                       |                       |  |  |       |       |       |
|  | F1                              | Gambia           | Uruguay              | Uruguay                         | 2                               | 0                               |                                 |               |               |               |                       |                       |                       |  |  |       |       |       |
|  | F1                              | Gambia           |                      |                                 |                                 | 0                               | június 8. – La Plata            |               |               |               |                       |                       |                       |  |  |       |       |       |
|  | E2                              | Uruguay          | 1                    |                                 |                                 |                                 |                                 |               |               |               |                       |                       |                       |  |  |       |       |       |
|  | E2                              | Uruguay          | 1                    |                                 |                                 | Uruguay                         | Uruguay                         | 1             |               |               |                       |                       |                       |  |  |       |       |       |
|  | május 30. – Mendoza             |                  |                      |                                 |                                 | Uruguay                         | Uruguay                         | 1             |               |               |                       |                       |                       |  |  |       |       |       |
|  |                                 |                  | Izrael               | Izrael                          | 0                               |                                 |                                 |               |               |               |                       |                       |                       |  |  |       |       |       |
|  | A2                              | Üzbegisztán      | Izrael               | Izrael                          | 0                               | 0                               |                                 |               |               |               |                       |                       |                       |  |  |       |       |       |
|  | A2                              | Üzbegisztán      | június 3. – San Juan |                                 |                                 | 0                               |                                 |               |               |               |                       |                       |                       |  |  |       |       |       |
|  | C2                              | Izrael           | 1                    |                                 |                                 |                                 |                                 |               |               |               |                       |                       |                       |  |  |       |       |       |
|  | C2                              | Izrael           | 1                    |                                 |                                 | Izrael                          | Izrael                          | 3             |               |               |                       |                       |                       |  |  |       |       |       |
|  | május 31. – La Plata            |                  |                      |                                 |                                 | Izrael                          | Izrael                          | 3             |               |               |                       |                       |                       |  |  |       |       |       |
|  |                                 |                  | Brazília             | Brazília                        | 2                               |                                 |                                 |               |               |               |                       |                       |                       |  |  |       |       |       |
|  | D1                              | Brazília         | Brazília             | Brazília                        | 2                               | 4                               |                                 |               |               |               |                       |                       |                       |  |  |       |       |       |
|  | D1                              | Brazília         |                      |                                 |                                 | 4                               | június 11. – La Plata           |               |               |               |                       |                       |                       |  |  |       |       |       |
|  | BEF3                            | Tunézia          | 1                    |                                 |                                 |                                 |                                 |               |               |               |                       |                       |                       |  |  |       |       |       |
|  | BEF3                            | Tunézia          | 1                    |                                 |                                 | Uruguay                         | Uruguay                         | 1             |               |               |                       |                       |                       |  |  |       |       |       |
|  | május 31. – San Juan            |                  |                      |                                 |                                 | Uruguay                         | Uruguay                         | 1             |               |               |                       |                       |                       |  |  |       |       |       |
|  |                                 |                  | Olaszország          | Olaszország                     | 0                               |                                 |                                 |               |               |               |                       |                       |                       |  |  |       |       |       |
|  | C1                              | Kolumbia         | Olaszország          | Olaszország                     | 0                               | 5                               |                                 |               |               |               |                       |                       |                       |  |  |       |       |       |
|  | C1                              | Kolumbia         | június 3. – San Juan |                                 |                                 | 5                               |                                 |               |               |               |                       |                       |                       |  |  |       |       |       |
|  | ABF3                            | Szlovákia        | 1                    |                                 |                                 |                                 |                                 |               |               |               |                       |                       |                       |  |  |       |       |       |
|  | ABF3                            | Szlovákia        | 1                    |                                 |                                 | Kolumbia                        | Kolumbia                        | 1             |               |               |                       |                       |                       |  |  |       |       |       |
|  | május 31. – La Plata            |                  |                      |                                 |                                 | Kolumbia                        | Kolumbia                        | 1             |               |               |                       |                       |                       |  |  |       |       |       |
|  |                                 |                  | Olaszország          | Olaszország                     | 3                               |                                 |                                 |               |               |               |                       |                       |                       |  |  |       |       |       |
|  | E1                              | Anglia           | Olaszország          | Olaszország                     | 3                               | 1                               |                                 |               |               |               |                       |                       |                       |  |  |       |       |       |
|  | E1                              | Anglia           |                      |                                 |                                 | 1                               | június 8. – La Plata            |               |               |               |                       |                       |                       |  |  |       |       |       |
|  | D2                              | Olaszország      | 2                    |                                 |                                 |                                 |                                 |               |               |               |                       |                       |                       |  |  |       |       |       |
|  | D2                              | Olaszország      | 2                    |                                 |                                 | Olaszország                     | Olaszország                     | 2             |               |               |                       |                       |                       |  |  |       |       |       |
|  | június 1. – Santiago del Estero |                  |                      |                                 |                                 | Olaszország                     | Olaszország                     | 2             |               |               |                       |                       |                       |  |  |       |       |       |
|  |                                 |                  | Dél-Korea            | Dél-Korea                       | 1                               |                                 |                                 | Bronzmérkőzés | Bronzmérkőzés | Bronzmérkőzés |                       |                       |                       |  |  |       |       |       |
|  | B2                              | Ecuador          | Dél-Korea            | Dél-Korea                       | 1                               | 2                               |                                 |               |               | Bronzmérkőzés |                       |                       |                       |  |  |       |       |       |
|  | B2                              | Ecuador          |                      |                                 | június 4. – Santiago del Estero | június 4. – Santiago del Estero | június 4. – Santiago del Estero |               |               |               | június 11. – La Plata | június 11. – La Plata | június 11. – La Plata |  |  |       |       |       |
|  | F2                              | Dél-Korea        | 3                    |                                 | június 4. – Santiago del Estero | június 4. – Santiago del Estero | június 4. – Santiago del Estero |               |               |               | június 11. – La Plata | június 11. – La Plata | június 11. – La Plata |  |  |       |       |       |
|  | F2                              | Dél-Korea        | 3                    |                                 |                                 | Dél-Korea                       | Dél-Korea                       | 1             | Izrael        | Izrael        | 3                     |                       |                       |  |  |       |       |       |
|  | május 31. – San Juan            |                  |                      |                                 |                                 | Dél-Korea                       | Dél-Korea                       | 1             | Izrael        | Izrael        | 3                     |                       |                       |  |  |       |       |       |
|  |                                 |                  | Nigéria              | Nigéria                         | 0                               |                                 |                                 | Dél-Korea     | Dél-Korea     | 1             |                       |                       |                       |  |  |       |       |       |
|  | A1                              | Argentína        | Nigéria              | Nigéria                         | 0                               | 0                               |                                 | Dél-Korea     | Dél-Korea     | 1             |                       |                       |                       |  |  |       |       |       |
|  | A1                              | Argentína        |                      |                                 |                                 |                                 |                                 |               |               |               |                       |                       |                       |  |  |       |       |       |
|  | CDE3                            | Nigéria          | 2                    |                                 |                                 |                                 |                                 |               |               |               |                       |                       |                       |  |  |       |       |       |
|  | CDE3                            | Nigéria          | 2                    |                                 |                                 |                                 |                                 |               |               |               |                       |                       |                       |  |  |       |       |       |

### Nyolcaddöntők
| 2023. május 30. 14:30 (19:30) |

| Egyesült Államok                         | 4–0               | Új-Zéland |
| ---------------------------------------- | ----------------- | --------- |
| Wolff 14' Cowell 61' Che 75' Pukštas 82' | (1–0) Jegyzőkönyv |           |

| Estadio Malvinas Argentinas, Mendoza Nézőszám: 7848 Játékvezető: Mohamed Marouf (egyiptomi) |

| 2023. május 30. 18:00 (23:00) |

| Üzbegisztán | 0–1               | Izrael         |
| ----------- | ----------------- | -------------- |
|             | (0–0) Jegyzőkönyv | Khalaili 90+7' |

| Estadio Malvinas Argentinas, Mendoza Nézőszám: 10 492 Játékvezető: Yael Falcón Pérez (argentin) |

| 2023. május 31. 14:30 (19:30) |

| Brazília                                                                      | 4–1               | Tunézia        |
| ----------------------------------------------------------------------------- | ----------------- | -------------- |
| Marcos Leonardo 11' (11-esből) Andrey Santos 31' 90+10' Matheus Martins 90+1' | (2–0) Jegyzőkönyv | Ghorbel 90+13' |

| Estadio Único Diego Armando Maradona, La Plata Nézőszám: 9175 Játékvezető: Halil Umut Meler (török) |

| 2023. május 31. 14:30 (19:30) |

| Kolumbia                                    | 5–1               | Szlovákia  |
| ------------------------------------------- | ----------------- | ---------- |
| Cortés 48' 90+4' Asprilla 50' Ángel 52' 63' | (0–0) Jegyzőkönyv | Jambor 87' |

| Estadio San Juan del Bicentenario, San Juan Nézőszám: 4630 Játékvezető: Mohammed Al-Hoaish (szaúd-arábiai) |

| 2023. május 31. 18:00 (23:00) |

| Anglia     | 1–2               | Olaszország                        |
| ---------- | ----------------- | ---------------------------------- |
| Devine 24' | (1–1) Jegyzőkönyv | Baldanzi 8' Casadei 87' (11-esből) |

| Estadio Único Diego Armando Maradona, La Plata Nézőszám: 12 832 Játékvezető: Ramon Abatti (brazil) |

| 2023. május 31. 18:00 (23:00) |

| Argentína | 0–2               | Nigéria                  |
| --------- | ----------------- | ------------------------ |
|           | (0–0) Jegyzőkönyv | Muhammad 61' Sarki 90+1' |

| Estadio San Juan del Bicentenario, San Juan Nézőszám: 27 179 Játékvezető: Glenn Nyberg (svéd) |

| 2023. június 1. 14:30 (19:30) |

| Gambia | 0–1               | Uruguay    |
| ------ | ----------------- | ---------- |
|        | (0–0) Jegyzőkönyv | Duarte 65' |

| Estadio Único Madre de Ciudades, Santiago del Estero Nézőszám: 7644 Játékvezető: François Letexier (francia) |

| 2023. június 1. 18:00 (23:00) |

| Ecuador                           | 2–3               | Dél-Korea                                             |
| --------------------------------- | ----------------- | ----------------------------------------------------- |
| Cuero 36' (11-esből) González 84' | (1–2) Jegyzőkönyv | Lee Young-jun 11' Bae Joon-ho 19' Choi Seok-hyeon 48' |

| Estadio Único Madre de Ciudades, Santiago del Estero Nézőszám: 12 492 Játékvezető: Oshane Nation (jamaicai) |

### Negyeddöntők
| 2023. június 3. 14:30 (19:30) |

| Izrael                                  | 3–2 (h. u.)                 | Brazília                                   |
| --------------------------------------- | --------------------------- | ------------------------------------------ |
| Khalaily 60' Shibli 93' Turgeman 105+3' | (0–0, 1–1, 3–2) Jegyzőkönyv | Marcos Leonardo 56' Matheus Nascimento 91' |

| Estadio San Juan del Bicentenario, San Juan Nézőszám: 1765 Játékvezető: Juan Gabriel Calderón (Costa Rica-i) |

| 2023. június 3. 18:00 (23:00) |

| Kolumbia   | 1–3               | Olaszország                          |
| ---------- | ----------------- | ------------------------------------ |
| Torres 49' | (0–2) Jegyzőkönyv | Casadei 9' Baldanzi 38' Esposito 46' |

| Estadio San Juan del Bicentenario, San Juan Nézőszám: 3167 Játékvezető: Salman Falahi (katari) |

| 2023. június 4. 14:30 (19:30) |

| Dél-Korea           | 1–0 (h. u.)                 | Nigéria |
| ------------------- | --------------------------- | ------- |
| Choi Seok-hyeon 95' | (0–0, 0–0, 1–0) Jegyzőkönyv |         |

| Estadio Único Madre de Ciudades, Santiago del Estero Nézőszám: 10 298 Játékvezető: José María Sánchez Martínez (spanyol) |

| 2023. június 4. 18:00 (23:00) |

| Egyesült Államok | 0–2               | Uruguay                       |
| ---------------- | ----------------- | ----------------------------- |
|                  | (0–1) Jegyzőkönyv | Duarte 21' Wynder 56' (öngól) |

| Estadio Único Madre de Ciudades, Santiago del Estero Nézőszám: 18 474 Játékvezető: Serdar Gözübüyük (holland) |

### Elődöntők
| 2023. június 8. 14:30 (19:30) |

| Uruguay    | 1–0               | Izrael |
| ---------- | ----------------- | ------ |
| Duarte 61' | (0–0) Jegyzőkönyv |        |

| Estadio Único Diego Armando Maradona, La Plata Nézőszám: 27 860 Játékvezető: José María Sánchez Martínez (spanyol) |

| 2023. június 8. 18:00 (23:00) |

| Olaszország             | 2–1               | Dél-Korea                    |
| ----------------------- | ----------------- | ---------------------------- |
| Casadei 14' Pafundi 86' | (1–1) Jegyzőkönyv | Lee Seung-won 23' (11-esből) |

| Estadio Único Diego Armando Maradona, La Plata Nézőszám: 20 998 Játékvezető: Yael Falcón Pérez (argentin) |

### Bronzmérkőzés
| 2023. június 11. 14:30 (19:30) |

| Izrael                               | 3–1               | Dél-Korea                    |
| ------------------------------------ | ----------------- | ---------------------------- |
| Binyamin 19' Senior 76' Khalaily 85' | (1–1) Jegyzőkönyv | Lee Seung-won 24' (11-esből) |

| Estadio Único Diego Armando Maradona, La Plata Nézőszám: 15 327 Játékvezető: Ramon Abatti (brazil) |

### Döntő
| 2023. június 11. 18:00 (23:00) |

| Uruguay          | 1–0               | Olaszország |
| ---------------- | ----------------- | ----------- |
| L. Rodríguez 86' | (0–0) Jegyzőkönyv |             |

| Estadio Único Diego Armando Maradona, La Plata Nézőszám: 38 297 Játékvezető: Glenn Nyberg (svéd) |

| A 2023-as U20-as labdarúgó-világbajnokság győztese |
| -------------------------------------------------- |
| · Uruguay · 1. cím                                 |